# Rovník
Rovník je pomyslná čára vedoucí po povrchu kulového rotujícího tělesa, například planety, měsíce nebo hvězdy, přesně na půli cesty mezi jeho geografickými póly. Rovník je průsečnice povrchu tělesa s rovinou procházející středem tělesa, kolmou k ose tělesa spojující oba geografické póly. Rovník rozděluje povrch planety nebo jiného nebeského tělesa na dvě polokoule, v případě zeměkoule se jedná o severní a jižní polokouli.

## Zemský rovník

Zemský rovník

Zemský rovník je nejdelší rovnoběžka, pomyslná čára spojující body s nulovou zeměpisnou šířkou. Délka zemského rovníku činí asi 40 075 km.

### Země a území, kterými prochází zemský rovník
Zemský rovník protíná povrch nebo teritoriální vody 14 zemí. Při postupu od západu Afriky na východ jsou to:
- Svatý Tomáš a Princův ostrov (ostrov São Tomé)
- Gabon
- Konžská republika
- Konžská demokratická republika
- Uganda – prochází též některými ostrovy ve Viktoriině jezeře
- Keňa
- Somálsko
- Maledivy – všechny ostrovy míjí, prochází mezi atoly Huvadu a Addu
- Indonésie – protíná více ostrovů včetně těch největších (Sumatra, Borneo, Celebes)
- Kiribati – všechny ostrovy míjí, prochází mezi atoly Aranuka a Nonouti v Gilbertových ostrovech
- USA (Bakerův ostrov a Jarvisův ostrov) – ostrovy samotné ale neprotíná
- Ekvádor – prochází již souostrovím Galapágy, ležícím v Tichém oceánu, pak teprve vstupuje na pevninu (překlad názvu státu Ekvádor znamená právě „rovník“)
- Kolumbie
- Brazílie – včetně ostrovů v širokém ústí řeky Amazonky

Zajímavostí je, že žádnou část Rovníkové Guiney v Africe rovník neprotíná.

### Oceány
Zemský rovník protíná také tři velké světové oceány:
- Indický oceán
- Tichý oceán
- Atlantský oceán

### Symbol rovníku
V rámci vexilologie (pomocné historické vědě) je (nebo byl) symbol zemského rovníku umístěn např. na různých vlajkách:
- Brazilská vlajka
- Gabonská vlajka
- Nauruská vlajka

Rovník je také obsažen i v názvu jihoamerického státu Ekvádor (španělské slovo Ecuador znamená rovník) nebo v názvu afrického státu Rovníková Guinea (i přesto, že ho rovník neprotíná).